# 2235 Vittore
A 2235 Vittore (ideiglenes jelöléssel A924 GA) egy kisbolygó a Naprendszerben. Karl Wilhelm Reinmuth fedezte fel 1924. április 5-én.